# マリアン
マリアン（Marian, 本名：佐藤 麗子 マリアン、さとう れいこ マリアン、旧名：マリアン・レーコ・ローズマリー・パットン、1962年2月18日 - ）は、日本で活動する女性タレントである。
国籍はアメリカ合衆国。所属事務所は長良プロダクション系列のワン・ペアーを経て、オスカープロモーション。身長170cm、B83cm、W60cm、H83cm（1986年1月時点）。

## 来歴・人物
フランス・パリ出身。父親がアメリカ人（アメリカ軍軍人）で母親が日本人のハーフ。
学生時代をロサンゼルスで過ごしていたが、高校生のとき、日本に旅行中スカウトされて、1980年、資生堂のキャンペーンガール「メアリー岩本」として日本の芸能界入り。日本語は日本に来てから覚えた。翌1981年の日本テレビ放送網日曜ドラマ『俺はご先祖さま』で、未来から20世紀の現代にタイムマシーンでやってきた若い女性・MiMi（ミミ）を演じた。
その後も女優としてテレビドラマやバラエティー番組、コマーシャルなどに出演している。
1990年代後半にはヘアヌード写真集を発表している。

### 私生活
- タレント・堀江しのぶとは親友であり、1988年に堀江が胃癌で23歳にして他界した際には涙を隠さず大泣きした。
- 1987年、日本人実業家・佐藤友久と結婚し、費用3億円の豪華結婚披露宴を挙げて話題となった[2]。1990年には長女ERICAを出産、1男2女をもうけたものの1998年には子供を連れての別居を経て離婚に至った[2]。離婚時には5億円の慰謝料を請求し、子供とともにハワイに移住したことでも話題となった[2]。
- 結婚中の1991年には、当時一家が居住していた広尾ガーデンヒルズ（東京都渋谷区）の駐車場で、マリアンの実母が義母の運転する自家用車に轢かれ死亡した。
- テレビ番組で共演したデヴィ・スカルノとは「犬猿の仲」であるとテレビだけでなく週刊誌などでも報じられた。デヴィはマリアンを「なんですか、あのマリオンって人!大嫌い!」「にゃーにゃーした喋り方も嫌!」と非難され、マリアンはデヴィを「デヴィル夫人」と呼んでいた。
- 非常に気が強いとも言われており、週刊誌の記者を平手打ちしたという過去もある。

## 著名な家族
2009年9月にモデルデビューした長女ERICAは同12月、17代目ユニチカマスコットガールに選ばれた。次女Amiもモデル活動を行っている。

## 出演作品

### テレビドラマ
- 俺はご先祖さま（1981年12月6日 - 1982年3月14日、日本テレビ系列） - MiMi/ヨウコ 役（二役）
- ザ・ハングマンII 第19話「女子留学生を売る吸血医」（1982年、朝日放送） - スー・タハラン 役
- はらぺこ同志（1982年7月6日 - 9月21日、TBS系列） - バーバラ小島 役
- 女7人あつまれば（1982年10月12日 - 1983年2月8日、TBS系列）
- パパになりたかった犬（1984年1月9日 - 3月26日、日本テレビ系列） - 礼子・ハミルトン 役
- 月曜ドラマランド「どきどき婦警さん」（1984年3月12日、フジテレビ系列）
- なぜか、ドラキュラ（1984年10月8日 - 1985年1月7日、日本テレビ系列）
- のン姉ちゃん・200W（1985年4月13日 - 1985年7月27日、日本テレビ系列） - カレン水島 役
- 必殺仕事人V・旋風編 第7話(1987年1月16日、ABC・松竹) - マリア 役
- 水戸黄門 第18部 第17話「暗雲払う破邪の剣 -平戸-」（1989年1月9日、TBS系列） - 彩慶 役
- 土曜ワイド劇場「弁護士・今田一平5」（1989年7月15日、朝日放送・テレビ朝日系列）
- はなまるマーケット殺人事件（2000年3月10日、TBS系列） - マリー・ダイヤモンド 役
- やすらぎの刻〜道（2020年） - マダム・ハミルトン

### Vシネマ
- 闇の天使～DREAM ANGEL（2001年、KSSフイルムズ、服部光則 監督）- 主演・アンナ 役

### バラエティ番組
- びっくり日本新記録（よみうりテレビ） - アシスタント、司会は大野しげひさ
- キンキンの歌え!新婚カンコン（毎日放送）
- ビバレディ!（朝日放送）
- あっぱれ外人 DONピシャリ!!（テレビ朝日）
- 三枝成章の気まぐれ（日本テレビ） - いずれも司会者として。
- ワールドクイズ ザ・びっくり地球人!（日本テレビ） - 解答者
- クイズ!地球まるかじり（テレビ東京） - 解答者
- 文珍なぞなぞランド（テレビ朝日） - アシスタント
- 百万人の英語（英教） - J・B・ハリスのアシスタントとして。
- 所さんのただものではない!（フジテレビ） - 不定期出演
- YOU（1983年4月 - 1984年4月、NHK教育） - 青春プレイバック担当として
- 夜はエキサイティング（テレビ東京）

### CM
- 資生堂「ベネフィーク グレイシィ」※ 1980年にメアリー岩本名義で資生堂キャンペーンガールとしてデビュー。CMソングは竹内まりや「不思議なピーチパイ」（1980年春）。
- はごろも缶詰（現・はごろもフーズ）「こつぶ」※ 西本聖（元巨人軍投手）と共演。
- 岩山パークランド（岩手県盛岡市）「グレードポセイドン号編」
- 武田薬品工業（武田コンシューマーヘルスケア→現・アリナミン製薬）「ベンザエースD錠」（1983年）
- 旭化成「サランラップ」※ 佐久間良子と共演。
- 花王
  - 「ケープ」
  - 「ロリエショーツ」
- モランボン
- 出雲殿
- ビックカメラ
- ダイレクトテレショップ「青汁三昧」 ※ 独立県域局などのローカル枠インフォマーシャル。ERICAと親子で出演。